# تشارلي كينغ
تشارلي كينغ (بالإنجليزية: Charlie King)‏ (15 نوفمبر 1979 بإدنبرة في المملكة المتحدة - ) هو مدرب كرة قدم ولاعب كرة قدم بريطاني في مركز الهجوم. لعب مع سانت جونستون ونادي بريتشين سيتي ونادي روس كاونتي ونادي ستيرلينغ ألبيون وBrechin Victoria F.C. ‏ وفورفار أثلتيك ‏ ونادي ليفينغستون لكرة القدم.

## وصلات خارجية
- تشارلي كينغ على موقع قاعدة بيانات كرة القدم.إي يو (الإنجليزية)
- تشارلي كينغ على موقع Soccerbase.com (لاعب) (الإنجليزية)